# Doina Spîrcu
Doina Spîrcu, född den 24 juli 1970 i Slobozia i Rumänien, är en rumänsk roddare.
Hon tog OS-guld i åtta med styrman i samband med de olympiska roddtävlingarna 1996 i Atlanta.